# Government House (St. Kitts & Nevis)

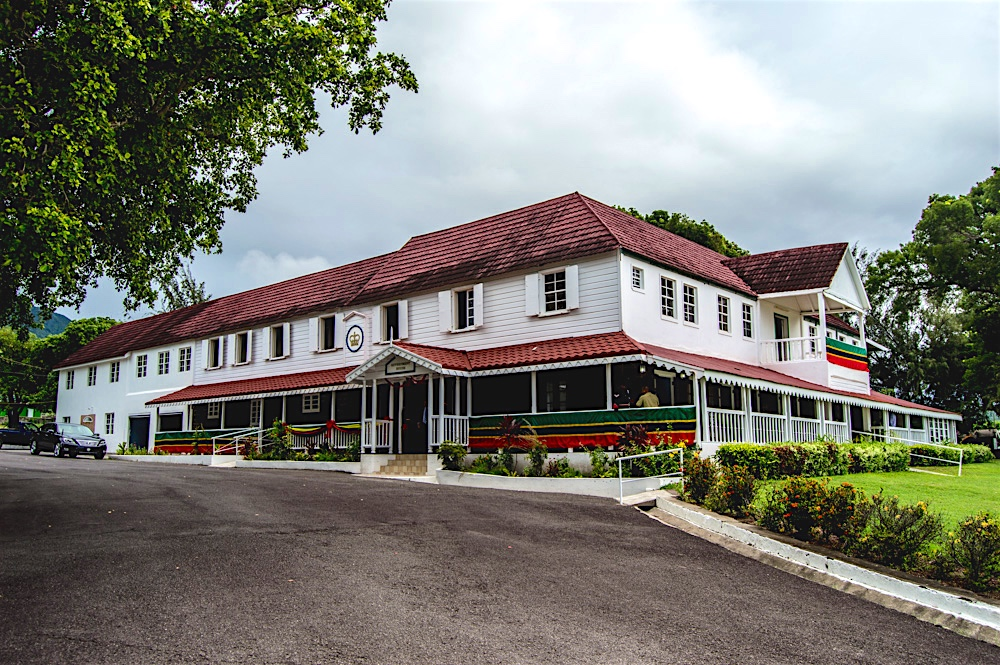
Government House, Basseterre, die Residenz des Gouverneurs von St. Kitts und Nevis.

Government House (auch: Springfield House, King's House) ist der Amtssitz des Governor-General von St. Kitts und Nevis in Basseterre.

## Geschichte
1837 verkaufte Sir Henry Blake das Anwesen mit 25 acre (10,1 ha) an Thomas Harper, der es in Springfield umbenannte und ein Haus darauf baute. Weil er sich jedoch überschuldete, ging das Anwesen über in die Hand von Robert Sharry Harper, der Treuhänder war für den Ehevertrag von Mary Sharry Harper, née Amory. Als die Archdeaconry of St Kitts (Erzdiakonat) begründet wurde, nachdem 1842 die Diocese of Antigua gegründet worden war, gab es Bestrebungen, dass der Rector of St George in einem Gebäude untergebracht würde, das seiner neuen Position besser gerecht würde. Daher kaufte Francis Robert Brathwaite, der erste Archdeacon, Springfield von den Harpers im September 1848. Er wurde jedoch in einen Skandal verwickelt und verlor seinen Posten bald wieder. 1854 wurde das Haus dann kurzfristig als Spital für Cholerapatienten genutzt. 1855 wurde Springfield House umgewidmet (conveyed in trust) um, neben anderen Funktionen, zeitweise vom Gouverneur, vom Privy council und der Assembly genutzt zu werden. Nach Renovierungsarbeiten wurde es dann Residenz für den damaligen Rector, Venerable Archdeacon Henry Willoughby Jermyn (1856). Das Anwesen war Residenz der folgenden Rectoren bis zur Auflösung des Erzdiakonats 1874.
1946 zog, nach aufwendigen Renovierungsarbeiten, Sir Frederick Albert Phillip, der damalige Gouverneur in Springfield House ein.
Heute ist Springfield House bekannt als 'Government House of St. Kitts & Nevis' und dient als offizielle Residenz des Governor General.